# 율리아누스
플라비우스 클라우디우스 율리아누스(Flavius Claudius Iulianus, 331년 - 363년 6월 26일)는 콘스탄티누스 왕조의 마지막 황제로 361년부터 363년까지 로마 황제였다.
최후의 비기독교인 로마 황제로, 쇠락하는 제국의 재부흥을 위해 로마의 전통을 부활시켜 개혁하려고 노력하였고 이 때문에 후세의 기독교로부터 "배교자 율리아누스"라고 평가되었다.

## 생애

### 초기
율리아누스는 331년 비잔티움에서 태어났는데 아버지는 콘스탄티누스 1세의 이복동생인 율리우스 콘스탄티우스, 어머니는 그의 두 번째 부인 바실리나였다. 그의 친할아버지는 황제 콘스탄티우스 클로루스고 할머니는 그의 두 번째부인이자 막시미아누스의 딸인 테오도라였다.
337년 콘스탄티누스 1세가 죽자 그 혼란 속에서 콘스탄티누스 일가에 대한 대학살극이 일어나는데, 이것은 율리아누스의 사촌형인 콘스탄티우스 2세가 자신의 확실한 권력을 위해 뒤에서 조종한 것으로 보인다. 이로써 콘스탄티우스 클로루스와 테오도라 사이에서 태어난 핏줄은 거의 전부가 몰살을 당했는데 콘스틴티누스 왕가의 핏줄중에서 남은 사람은 딱 5명의 남자뿐이었다.
그 다섯사람은 콘스틴티누스 1세의 아들들인 콘스탄티누스 2세, 콘스탄티우스 2세, 콘스탄스 삼형제와 율리아누스(당시 6살), 그리고 율리아누스의 사촌인 갈루스 부제(당시 12살)였다.
로마 제국은 콘스탄티누스 2세, 콘스탄티우스 2세, 콘스탄스 삼형제에 의해 3등분 되고 콘스탄티우스 2세는 살아남은 갈루스와 율리아누스에게 엄격한 아리우스 기독교 교육을 시키며 감시했다.
처음에 율리아누스는 비사니아에서 외조모의 슬하에서 양육되었다. 7살에 니코메디아의 주교인 아리우스주의자 유세비우스에게 교육을 받았고 마드니우스라는 고트족 출신 노예에게 길러졌는데 이 노예는 그리스 고전문화에 정통하여 율리아누스에게 호메로스같은 그리스 고전을 많이 가르쳐주었다고 한다.

### 집권
340년 콘스탄티누스 2세는 그의 동생 콘스탄스와 다투다가 죽었고 이어 350년 콘스탄스도 마그넨티우스에게 죽었다. 제국의 유일한 통치자가 된 콘스탄티우스 2세는 마그넨티우스와 대처하는 데 전념하기 위해 율리아누스의 이복 형인 갈루스 부제를 부제(Caesar)에 임명하고 동방을 통치하게 했다.
351년 콘스탄티우스 2세가 마그넨티우스를 제거하는 데 성공하자 그는 354년 갈루스에게 반역죄를 씌워 처형해 버리고 혼자 제국을 통치했다. 그러나 사산조 페르시아의 위협이 다가오자 그는 유일하게 남은 혈육인 율리아누스를 밀라노로 불러 여동생 헬레나와 결혼시키고 부제로 삼아 제국의 서방을 통치하도록 했다.
처음 부제가 되어서 율리아누스가 맡은 임무는 제국을 침범한 야만족을 격퇴하는 일이었다. 갑자기 부제가 되었을 때까지만 해도 그는 그리스 철학에 심취한 어린 소년에 불과했다. 그러나 갈리아에서 게르만 부족들과의 전투에서 그는 엄청난 군사적 재능을 보여주었는데 4차례의 원정을 모두 승리로 이끌었던 것이고 특히 스트라스부르 전투에서는 대승을 거두고 프랑크족, 알란족을 거의 궤멸 위기로 몰아넣었다. 이에 그의 성공에 위기를 느낀 콘스탄티누스 2세는 자금 지원을 거부하였다.
360년 율리아누스가 갈리아에서 야만족과 대처하고 있을 때 사산조 페르시아의 샤푸르 2세가 메소포타미아를 침범해 아미다를 함락시켰다. 콘스탄티우스 2세는 율리아누스에게 갈리아의 병력을 차출해 동부 전선으로 보내라는 명령을 내렸다. 이 명령은 율리아누스의 군대의 반감을 가져왔고 그의 군대는 율리아누스를 파리에서 황제(Augustus)로 추대했고 콘스탄티우스 2세는 격노했다.
같은 해 6월 콘스탄티우스의 군대가 아퀼레이아를 점령하고 이제 두 황제의 부대사이에 내전이 불가피하게 되었는데, 11월 콘스탄티우스 2세가 죽었다. 죽기 직전 콘스탄티우스 2세는 율리아누스가 유일한 황제라는 유언을 남겼고 율리아누스는 정식 황제로 등극했다.
율리아누스는 집권과 동시에 콘스탄티우스의 치세동안의 악정을 단죄했다. 비대해진 황궁의 지출을 대폭 삭감하고 모든 환관을 황궁에서 몰아내었다. 또한 황궁의 사치스러움을 제거하고 노예들과 경비병을 줄여서 황궁생활을 크게 간소화하고 그 비용을 줄였다. 그는 또한 마르쿠스 아우렐리우스를 모범으로 삼아 철학인 황제로서 통치하겠다는 포고령을 발표하였다.

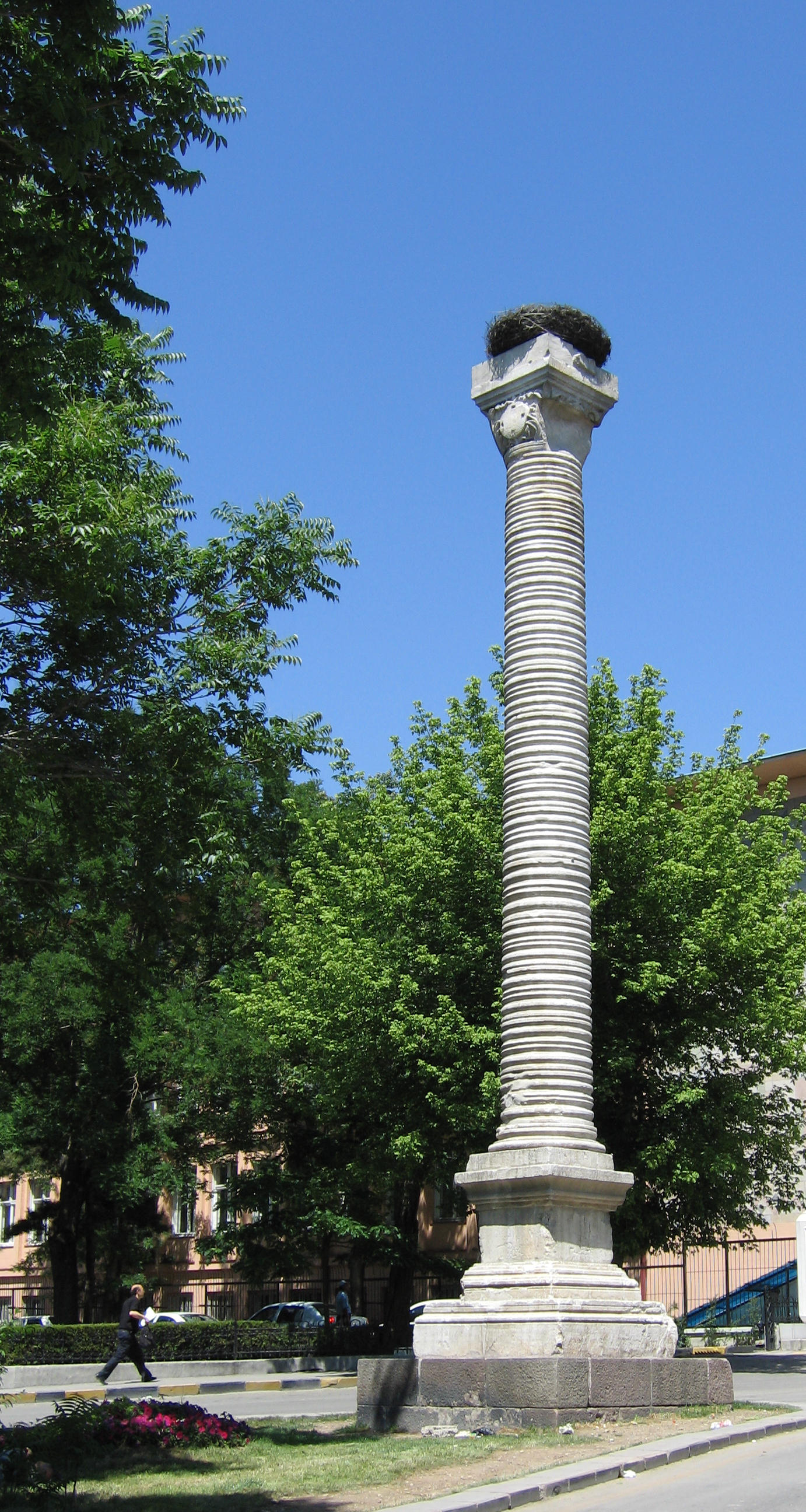
율리아누스의 기둥 (362년), 앙카라 방문 기념으로 세움(터키, 앙카라)

### 율리아누스와 종교
362년 2월 4일 율리아누스는 모든 종교의 자유를 인정하는 포고령을 발표한다. 이 포고령에서 모든 종교는 법앞에서 평등하며 모든 로마의 영토에서 로마 제국이 특정종교를 강요하지 않는다고 하였는데 이는 기독교를 공인한 밀라노 칙령 이후 특정종교를 박해하던 정책을 멈추고 로마가 가진 본래의 종교적 관용정신을 반영한 것이었다.
율리아누스 황제는 대모신 키벨레에게 '로마 사람들이 불경하게 굴었던 과오를 씻어낼 기회를 달라'고 청원하는 내용의, 1만 7천 자나 되는 긴 찬송가를 작사한데 이어 하룻밤 동안에 그것을 작곡까지 했다고 한다. 또한 '학교에 관한 포고령'에서 기독교인 교사는 이교도의 저작물(《일리아드》같은 비기독교 저술)을 사용하여 학생들을 가르치는 것을 금지하였다. 이로써 기독교 학교의 힘을 약화시키고 재정적 타격을 주기 위함이었다. 또한 '관용에 관한 포고령'에서 비 기독교 신전을 다시 열게 하고 재산을 반환하는 한편, 교회의 분쟁으로 추방되었던 기독교 사제, 주교들을 다시 복직시켰다.
사산조 페르시아와의 전쟁을 위해 율리아누스가 안티오키아에 도착했을 때 아폴로 신전이 불에 타는 일이 일어났다. 율리아누스는 이를 기독교인의 소행으로 보고 안티오키아의 가장 큰 교회를 폐쇄했다.
율리아누스는 기본적으로 철학자였고 로마의 몰락 원인이 관용 없는 기독교와 그 제도에 있다고 판단했다. 당시의 기독교는 제국의 영향력을 이미 뛰어넘고 있었고 수많은 특권과 소모적인 논쟁으로 제국의 힘을 좀먹고 있었다고 율리아누스는 판단했다. 율리아누스가 이단의 논란으로 추방된 기독교 주교들을 복직시키고 예루살렘 성전을 다시 짓게 하는 등의 조치는 모두 기독교 세력을 약화시키려는 데 그 목적이 있었다.

### 죽음
363년 율리아누스는 전임 황제인 콘스탄티우스 2세가 준비하다가 끝내 이루지 못한 사산조 페르시아와의 원정을 떠났다. 안티오키아에서 9만 명의 병력을 모아 그중 3만 명을 프로코피우스에게 주어 아르메니아로 보내고 거기서 아르메니아 동맹군과 합세해 북쪽에서 사산제국의 수도로 진격하게 했다. 율리아누스 자신은 직접 나머지 병력을 이끌고 사산제국의 영토로 쳐들어가 몇번의 전투에서 승리하면서 수많은 도시들을 함락시키고 진군하였으며 트라야누스 황제가 250년 전에 만든 운하까지 이용하였다. 그러나 사산왕조의 수도인 크테시폰에서 사산조의 강력한 저항에 직면하였다 게다가 프로코피우스의 제2군은 갈라진 지 50일이 지나도 돌아오지 않았다. 결국 율리아누스는 퇴각을 결정할 수밖에 없었다.
퇴각 중 6월 23일 사산 병력의 갑작스러운 공격에 율리아누스는 갑옷도 제대로 챙기지 못하고 전위와 후위를 돌아다니며 용맹하게 싸우다가 적의 창에 복부를 깊숙이 찔렸다(기독교도인 로마 병사의 창에 찔렸다는 이야기도 있다). 율리아누스의 개인 주치의이자 친구였던 오리바시우스가 모든 조치를 다 취했으나 결국 율리아누스의 부상을 치료할 수 없었고 젊은 황제는 죽었다. 죽기 전 황제는 "갈릴리 사람(기독교도)아, 네가 이겼다!"는 말을 남겼다고 한다.
율리아누스의 갑작스러운 죽음으로 로마의 사산 제국 원정은 실패했고 로마 군단은 후임으로 기독교인인 요비아누스를 황제로 세웠다. 요비아누스와 그 뒤를 이은 발렌티니아누스 1세, 발렌스의 치세에 율리아누스의 모든 반 기독교적인 정책은 폐기되었고, 로마 다신교적인 로마제국의 역사는 율리아누스를 끝으로 막을 내린 셈이 되었다.

## 저술가 율리아누스

Ioulianou autokratoros ta sozomena, 1696

율리아누스는 초기에 그리스 철학과 사상에 심취하였다. 아테네에서 공부하면서 신플라톤주의자가 되었다. 그의 저술은 단편적으로 몇편이 전해져 내려온다.
- 〈미소포군〉(Misopogo) : 턱수염을 증오하는 자들-안티오키아에서 자신의 턱수염(그리스적인 외모를 빗댐)을 놀리는 주민들에게 맞서 저술함
- 〈갈릴래아인들에 반대하며〉: 기독교인들에 대한 비판
- 〈황제들〉: 기독교 황제인 콘스탄티누스 1세를 비롯한 몇몇 로마 황제들에 대한 우화적인 내용

이외에 그리스어로 쓰인 몇 편의 철학적 사변과 콘스탄티우스에게 바치는 찬가와 같은 난해한 저술이 있다.
| 전임 콘스탄티우스 2세 | 제49대 로마 제국 황제 361년 - 363년 | 후임 요비아누스 |